# Egon Strohm
Egon Strohm (* 24. Oktober 1904 in Trossingen; † 2. Mai 1983 in Berlin) war ein deutscher Journalist, Schriftsteller und vornehmlich literarischer Übersetzer.

## Leben
Egon Strohm entstammte einer Brauereifamilie, die in Trossingen die Brauerei zum Bären (später Bärenbrauerei) betrieb. 1935 wurde er mit der Dissertation Das englische Imperium als Wirtschaftseinheit an der Handels-Hochschule Mannheim – seit 1933 in die Ruprecht-Karls-Universität Heidelberg eingegliedert – zum  Dr. oec. promoviert.
Ab den 1930er Jahren lebte Egon Strohm in Berlin, wo er vor allem als Funkberichterstatter tätig war. Er heiratete die englische Opernsängerin Margery Booth (1905–1952), die unter anderem an der Staatsoper Unter den Linden in Berlin und bei den Bayreuther Festspielen Erfolge feierte, aber auch als britische Spionin agierte. Gegen Kriegsende enttarnt und inhaftiert, gelang ihr dennoch die Flucht aus Deutschland. Zu diesem Zeitpunkt war die Ehe mit Egon Strohm jedoch schon zerrüttet, sodass kurz nach Kriegsende die Scheidung folgte.
1946 veröffentlichte Egon Strohm Schmerzvolle Reise, einen Entwicklungsroman über einen Studenten der Nationalökonomie, der das Schreiben für sich entdeckt. Die in den 1920er und 1930er Jahren angesiedelte Handlung enthält deutliche biografische Bezüge, war zugleich aber vor allem als Vergangenheitsbewältigung angelegt. Außerdem schuf Strohm einige Hörspiele für den Hörfunk. Gelegentlich war er auch als Schauspieler zu erleben, so etwa unter der Regie von Irving Pichel in der Rolle des Kardinals Hieronymus Aleander in der deutsch-US-amerikanischen Filmproduktion Martin Luther (1953).
Einem breiten Lesepublikum ist Egon Strohm jedoch als Übersetzer bekannt geworden. Er schuf ab 1953 bis Ende der 1970er Jahre die deutschsprachigen Fassungen zahlreicher Bestseller ihrer Zeit, vor allem von Juliette Benzoni, Gavin Lyall, John Masters, James A. Michener und Robert Ruark. Besonders häufig übersetzte Strohm Werke von Frank Yerby. Aber auch die deutschen Fassungen der Bestseller Der weiße Hai von Peter Benchley und Unten am Fluss von Richard Adams stammen von ihm. Strohm arbeitete zumeist für die Verlagshäuser Blanvalet und Scherz, später auch für Ullstein.
Egon Strohm verstarb am 2. Mai 1983 im Alter von 78 Jahren in Berlin.

## Werke
- Das englische Imperium als Wirtschaftseinheit. Dissertationsschrift. Funk, Berlin 1934

### Roman
- Schmerzvolle Reise, Deutsche Verlags-Anstalt, Stuttgart 1946

### Hörspiele
- Unsterblicher Eulenspiegel
- Spiegel und Spiegelung
- Herzschläge der Zeit
- Oblomow

### Übersetzungen
- Richard Adams: Unten am Fluss (Watership Down), Ullstein, Berlin/Frankfurt am Main/Wien 1975
- Marvin H. Albert: Ypsilon (The Gargoyle Conspiracy), Ullstein, Berlin/Frankfurt am Main/Wien 1975
- Christine Arnothy: Der gefangene Kardinal (Le Cardinal prisonnier), Blanvalet, Berlin 1965
- Peter Benchley: Der weiße Hai (Jaws), Ullstein, Berlin/Frankfurt am Main/Wien 1974
- Juliette Benzoni: Cathérine de Montsalvy (Cathérine des grands chemins), Blanvalet, Berlin 1968
- Juliette Benzoni: Cathérine und die Zeit der Liebe (Cathérine et le temps d'aimer), Blanvalet, Berlin 1969
- Juliette Benzoni: Marianne. Ein Stern für Napoleon (Marianne, une étoile pour Napoléon), Blanvalet, Berlin 1970
- Kay Boyle: Generation ohne Abschied (Generation Without Farewell), Scherz, Bern/Stuttgart/Wien 1962
- John Braine: Denn die einen sind im Dunkeln (The Vodi), Scherz, Bern/Stuttgart/Wien 1960
- Myron Brinig: Die Frauen der Greenshields (The Looking Glass Heart), Blanvalet, Berlin 1959
- Martin Caidin: Wir stoßen in den Weltraum vor (Worlds in Space), Blanvalet, Berlin 1955
- Richard Condon: Nur Geld zählt (Mile High), Blanvalet, Berlin 1970
- Edwin Corley: Der Jesus-Faktor (The Jesus Factor), Blanvalet, Berlin 1971
- Geoffrey Cotterell: Tiara Tahiti (Tiara Tahiti), Blanvalet, Berlin 1964
- Monica Dickens: Follyfoot, die Pferdefarm (Follyfoot), Universitas, Berlin 1972
- James Garrett: Der Ruhm der tausend Schlachten (And Save Them for Pallbearers), Scherz, Bern/Stuttgart/Wien 1960
- Martin Gumpert: Du bist jünger als du denkst (You Are Younger Than You Think), zusammen mit Gottfried Beutel, Scherz & Goverts, Stuttgart und Hamburg 1953
- Norman Hartley: Das Wiking-Verfahren (The Viking Process) – zusammen mit Ursula Bergmann, Ullstein, Frankfurt am Main/Berlin 1978
- Donald E. Keyhoe: Der Weltraum rückt uns näher (Flying Saucers from Outer Space), Blanvalet, Berlin 1954
- Alexander Lake: Bestien springen dich an. Die aufsehenerregende Wahrheit über lauernde Bestien und lügende Jäger (Killers in Africa), Blanvalet, Berlin 1953
- Gavin Lyall: Die harte Seite des Himmels (The Wrong Side of the Sky), Blanvalet, Berlin 1964
- Gavin Lyall: Das gefährlichste Gegenüber (The Most Dangerous Game), Blanvalet, Berlin 1965
- Gavin Lyall: Juli! Pass auf! (Shooting Script), Blanvalet, Berlin 1967
- Gavin Lyall: Venus mit Pistole (Venus With Pistol), Blanvalet, Berlin 1971
- John Masters: Fern, fern der Gipfel (Far, Far the Mountain Peak), Blanvalet, Berlin 1957
- John Masters: Die Täuscher (The Deceivers), Blanvalet, Berlin 1958
- John Masters: Lotos und Wind (The Lotus and the Wind), Blanvalet, Berlin 1959
- John Masters: Fandango Rock (Fandango Rock), Blanvalet, Berlin 1960
- John Masters: Die Venus von Konpara (The Venus of Konpara), Blanvalet, Berlin 1961
- John Masters: Der Weg nach Mandalay (The Road Past Mandalay), Blanvalet, Berlin 1964
- Michiro Maruyama: Anatahan. Insel der Unseligen (Anatahan), zusammen mit Walter Kolbenhoff, Blanvalet, Berlin 1954
- Charles Mercer: Rachel Cade (Rachel Cade), Blanvalet, Berlin 1957
- James A. Michener: Die Brücken von Toko-Ri (The Bridges at Toko-Ri), S. Fischer, Frankfurt am Main 1953
- James A. Michener: Sayonara (Sayonara), Blanvalet, Berlin 1954
- Edgar Mittelholzer: Kaywana (Children of Kaywana), zusammen mit Georg Goyert, Blanvalet, Berlin 1954
- Edgar Mittelholzer: Glühende Schatten (Shadows Move Among Them), Claassen, Hamburg 1957
- Christopher Nicole: Schatten im Dschungel (Ratoon), Universitas, Berlin 1963
- Mark Oliver: Wenn Flamingos fallen (When Flamingos Fall), Blanvalet, Berlin 1971
- Ann Pinchot: Die Männerjägerinnen (The Man Chasers), Blanvalet, Berlin 1972
- John B. Priestley: Von der Nacht überrascht (Benighted), Nest, Nürnberg 1953
- Garland Roark: Um zu vergessen (Should the Wind Be Fair), zusammen mit Thomas Burger, Universitas, Berlin 1962
- R. B. Robertson: Männer und Wale. Acht Monate als Arzt unter Walfängern (Of Whales and Men), Ullstein, Berlin 1955
- Robert Ruark: Die schwarze Haut (Something of Value), Blanvalet, Berlin 1956
- Robert Ruark: Uhuru (Uhuru), Blanvalet, Berlin 1962
- Robert Ruark: Der Honigsauger (The Honey Badger), Blanvalet, Berlin 1966
- Robert Ruark: Safari (Use Enough Gun), zusammen mit Werner von Grünau, Blanvalet, Berlin 1968
- Paul Scott: Der chinesische Liebespavillon (The Chinese Love Pavillon), Blanvalet, Berlin 1962
- Irwin Shaw: Die jungen Löwen (The Young Lions), Scherz & Goverts, Stuttgart und Hamburg 1953
- Sidney Sheldon: Ein Fremder im Spiegel (A Stranger in the Mirror), Ullstein, Berlin/Frankfurt am Main/Wien 1977
- Roderick Thorp: Hartnäckig (The Detective), Blanvalet, Berlin 1968
- Irving Wallace: Der schwarze Präsident (The Man), Droemer/Knaur, München/Zürich 1965
- Frank Yerby: Der Schatz vom Sacramento (The Treasure of Pleasant Valley), Blanvalet, Berlin 1956
- Frank Yerby: Kapitän Rebell (Captain Rebel) Blanvalet, Berlin 1957 (später unter dem Titel Ein Gentleman aus New Orleans)
- Frank Yerby: Herr über Weiß und Schwarz (Fairoaks), Blanvalet, Berlin 1958
- Frank Yerby: Der Stab und die Schlange (The Serpent and the Staff), Blanvalet, Berlin 1959
- Frank Yerby: Das Haus der Jarretts (Jarrett's Jade), Blanvalet, Berlin 1960
- Frank Yerby: Gillian (Gillian), Blanvalet, Berlin 1961
- Frank Yerby: Die Ehre der Garfields (The Garfield Honor), Blanvalet, Berlin 1962
- Frank Yerby: Das Schicksal der Griffins (Griffin's Way), Blanvalet, Berlin 1963
- Frank Yerby: Im Schatten der alten Götter (The Old Gods Laugh), Blanvalet, Berlin 1965 (später unter dem Titel Villalonga)
- Frank Yerby: Ein Ruch von Heiligkeit (An Odor of Sanctity), Blanvalet, Berlin 1967 (später unter dem Titel Der Lockruf der Sünde oder ein Ruch von Heiligkeit)
- Frank Yerby: Spiel mir den Song von der Liebe (Speak Now), Blanvalet, Berlin 1972